# Mont Wilson (Californie)
Pour les articles homonymes, voir Mont Wilson et Wilson.
Le mont Wilson est l'un des sommets les plus connus des monts San Gabriel, situés dans la forêt nationale d'Angeles dans le comté de Los Angeles en Californie. Ce sommet culminant à 1 740 mètres d'altitude est occupé entre autres par l'observatoire du Mont Wilson et des émetteurs de radiodiffusion.